# F.O.R-変わりゆく時代の中で、輝く君と踊りたい。
『F.O.R-変わりゆく時代の中で、輝く君と踊りたい。』（フォー-かわりゆくじだいのなかで、かがやくきみとおどりたい。）は、A.B.C-Zの8枚目のオリジナル・アルバム。
2024年8月21日にポニーキャニオンから発売された。

## 解説
A.B.C-Zのオリジナルアルバムとしては『CONTINUE?』から約4年ぶりの作品。また、4人体制となってから初のアルバムである。
制作
同年6月に発売したシングル『君じゃなきゃだめなんだ』の流れを汲んだ、A.B.C-Zらしい王道のサウンドアレンジを施した楽曲が多数収録されている。同シングルで意識されていた“数々の先輩グループが取り組んできたサウンドの踏襲”や“レトロ感”といったポイントが本作にも反映されている。サブタイトルに“踊りたい”と銘打っているように、ダンストラックが多く、本編にはバラード曲がない。
5月頃にタイトルを決め、その後に楽曲が決まっていったという。「君じゃなきゃだめなんだ」くらいからカップリング曲と本作の収録曲を次々と決めてイメージでその流れが良かったのかな、とメンバーの塚田僚一は語っている。「この曲がいい」「あ、この曲もやりたいね」と候補曲の中からみんなで選んでいき、選ばれたそれぞれ雰囲気の異なるバラエティー豊かな楽曲たちは、アルバムを流れで聴いたときにどこか一貫性を感じるように、アレンジャーによるアレンジによって統一感を出してもらっている。
タイトル
タイトルの“フォー”はもともとは4人の"Four"を考えていた。しかし、「ファンのみなさんのために」や「そちらに行くよ（自分たちが向かう方向）」という意味を込めた"For"の方がカッコいいんじゃないかとなり、決定した。メンバーの戸塚祥太は、いろんな読み解き方ができるタイトルだと語っている。
ピリオドはグループ名のA.B.C-Zを意識して付けられている。また、ハイフンの位置でもA.B.C-Zっぽさを表現している。
長いサブタイトルは「もう1個フックが欲しいね」という意見が出て付けられた。収録曲の「君じゃなきゃだめなんだ」が'80年代、'90年代みたいな雰囲気もあり、当時の楽曲が文章になっているような長いタイトルもあったから、いいなと思った、と塚田は語り、戸塚も推していた漢字が入るアルバムタイトルがいいという意見が反映されている、と語っている。
プロモーション
『君じゃなきゃだめなんだ』のリリース日である2024年6月5日に、A.B.C-ZのYouTube公式チャンネルで発売とサブスクデビューを記念した生配信を実施。その中で、本作のリリースと全国ツアー「A.B.C-Z Concert Tour 2024 F.O.R」の開催がサプライズ発表された。
販売形態
初回限定盤A（CD＋Blu-ray）、初回限定盤A（CD＋DVD）、初回限定盤B（2CD）、通常盤（CD）で発売された。

## 収録内容
※は通常盤のみ収録。シングル曲の詳細はそのページを参照。

### CD

#### Disc1
1. Jigsaw
作詞: MiNE・Atsushi Shimada、作曲: Andreas Ohrn・Jimmy Claeson、編曲: Jimmy Claeson
  - 本作のリード曲[5]（「君の隣で目覚めたい」とのダブルリード[11]）
2. 君の隣で目覚めたい
作詞：久保田洋司、作曲：Christofer Erixon・TAKAROT、編曲：TAKAROT
  - 本作のリード曲[7]（「Jigsaw」とのダブルリード[11]）
3. WAI WAI STAY
作詞・作曲・編曲： ARAKI
4. Red Bee
作詞・作曲：長沢知亜紀・永野小織・深谷天佑・U-KIRIN、編曲：CHOKKAKU
5. 君じゃなきゃだめなんだ
  - 14thCDシングル
6. Dance Monster※
作詞：gratia、作曲: James Stordy・John Kerfoot・Brian McKnight Jr.、編曲：久下真音
7. じゃないほう讃歌
作詞：Yugure、作曲：Yugure・石川ゆう、編曲：石川ゆう
8. 宇宙旅行
作詞：宮田航輔 、作曲・編曲：Erik Lidbom
9. 拝啓 今日を共に生きる貴方へ
作詞：MiNE・Atsushi Shimada、作曲：Erik Lidbom・HIKARI、編曲：生田真心
10. ダレモガナイモノネダリ※
作詞：笠原康博、作曲・編曲：HIKARI・MoonChild・Didrik Thott
11. I-MI-JI
作詞：多田慎也、作曲：A.K.Janeway・多田慎也、編曲：A.K.Janeway
12. 怪奇な美少女
作詞・作曲・編曲：ジンツチハシ
13. INTO THE BREEZE
作詞：白井裕紀・新美香、作曲・編曲：Jimmy Claeson
14. Twilight Blue
作詞：ユミエダタクミ、作曲：A.K.Janeway・Denzil Remedios・Karl Gustav Zetterlund、編曲：A.K.Janeway
15. さよならしないと
作詞：タナカヒロキ（LEGO BIG MORL）、作曲: Christofer Erixon・Josef Melin、編曲：石塚知生

#### Disc2（初回限定盤Bのみ）
1. 浮遊 - 橋本良亮ソロ
作詞：白井裕紀・新美香、作曲：Henrik Nordenback・Christian Fast・Jes Meinertz Byg、編曲：Henrik Nordenback
2. 月に行くね、光の連続 - 戸塚祥太ソロ
作詞：戸塚 祥太、作曲：戸塚 祥太・dogeatingdogs、編曲：dogeatingdogs・Yocke
3. リマレンス - 五関晃一ソロ
作詞：越中睦士、作曲・編曲：丸下史洋・maya
4. Stay Back - 塚田僚一ソロ
作詞・作曲・編曲：Ryu

### Blu-ray / DVD
※初回限定盤Aのみ
1. 「君の隣で目覚めたい」Music Clip
2. 「Jigsaw」Dance Clip
3. 「君の隣で目覚めたい」Dance Clip
4. 「君じゃなきゃだめなんだ」Music Clip
5. Making of「F.O.R-変わりゆく時代の中で、輝く君と踊りたい。」

## 特典
予約購入特典
- シール-キラキラA.B.C-Zを、たくさん貼りたい。 ver A.（初回限定盤A）
- シール-キラキラA.B.C-Zを、たくさん貼りたい。 ver B.（初回限定盤B）
- シール-ジャケット写真を、4つ貼りたい。（通常盤）

封入特典
- F.O.Rスペシャルキャンペーンカード

「お台場冒険王2024　めざましライブ」会場特典
- ジャケット絵柄うちわ- 照りつく夏の中で、汗かく君を涼めたい。

「A.B.C-Z Concert Tour 2024 F.O.R」会場特典
- ステッカー2枚セット（集合ver.＋メンバーソロver）

配信リリース記念キャンペーン
いずれも対象楽曲は「君の隣で目覚めたい」
- LINE MUSIC再生キャンペーン
  - 500回以上：オリジナル待受画像Z
  - 1,000回以上：オリジナルデジタルフォトブック

- iTunes / レコチョク / mora DLキャンペーン
  - オリジナル壁紙A

- Spotify Canvasシェアキャンペーン
  - オリジナル待受画像B（抽選）

- Apple Music / Spotify ライブラリ追加キャンペーン
  - オリジナル待受画像C（抽選）

## チャート成績
2024年8月28日付のBillboard JAPAN週間アルバム・セールス・チャート"Top Albums Sales"では、29,923枚を売り上げ4位にランクインした。また、2024年9月2日付のオリコン週間アルバムランキングで推定売上枚数28,936枚で4位を獲得した。